# 아뮈즈부슈

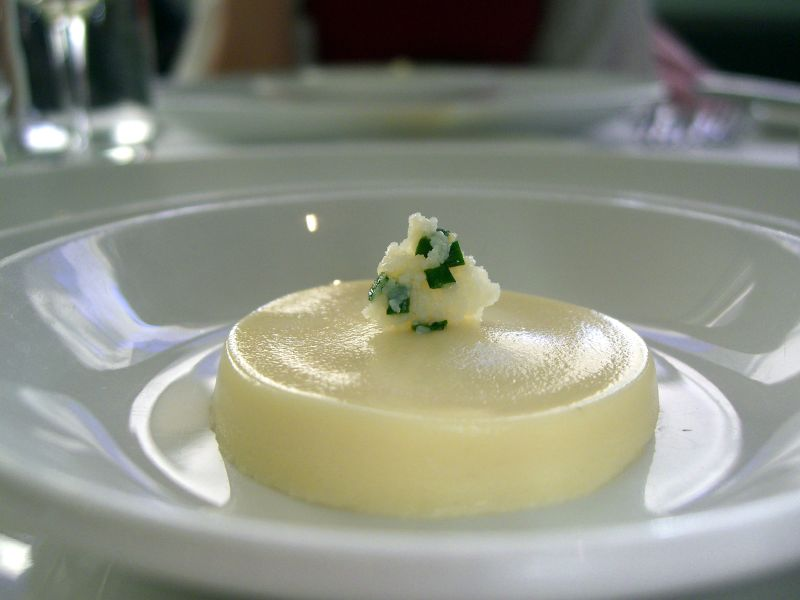

아뮈즈부슈(프랑스어: amuse-bouche) 또는 아뮈즈괼(프랑스어: amuse-gueule)은 단일 메뉴이며, 한 입 크기의 전채이다. 아뮈즈부슈와 오르되브르와의 차이점은 고객이 메뉴판에서 아뮈즈부슈를 시키지 않는다는 것이다. 하지만 요리사가 음식 하나를 정하여 손님에게 무료로 대접한다.아뮈즈부슈는 주로 와인과 함께 나온다. 아뮈즈부슈의 어원은 프랑스어이며, 이를 그대로 번역하자면 "입을 즐겁게 하는 음식"이라는 뜻이다.